# مگنولیا سیبلدی
مگنولیا سیبلدی یا اویاما مگنولیا (نام علمی: Magnolia sieboldii)،گونه‌ای  ماگنولیا و بومی کشورهای شرق آسیا چین ،ژاپن و کره است و گل ملی کشور کره شمالی است. این گیاه به افتخار پزشک و گیاه‌شناس آلمانی فیلیپ فرانتس فن زیبلد نامگذاری شده‌است.